# Поштомат

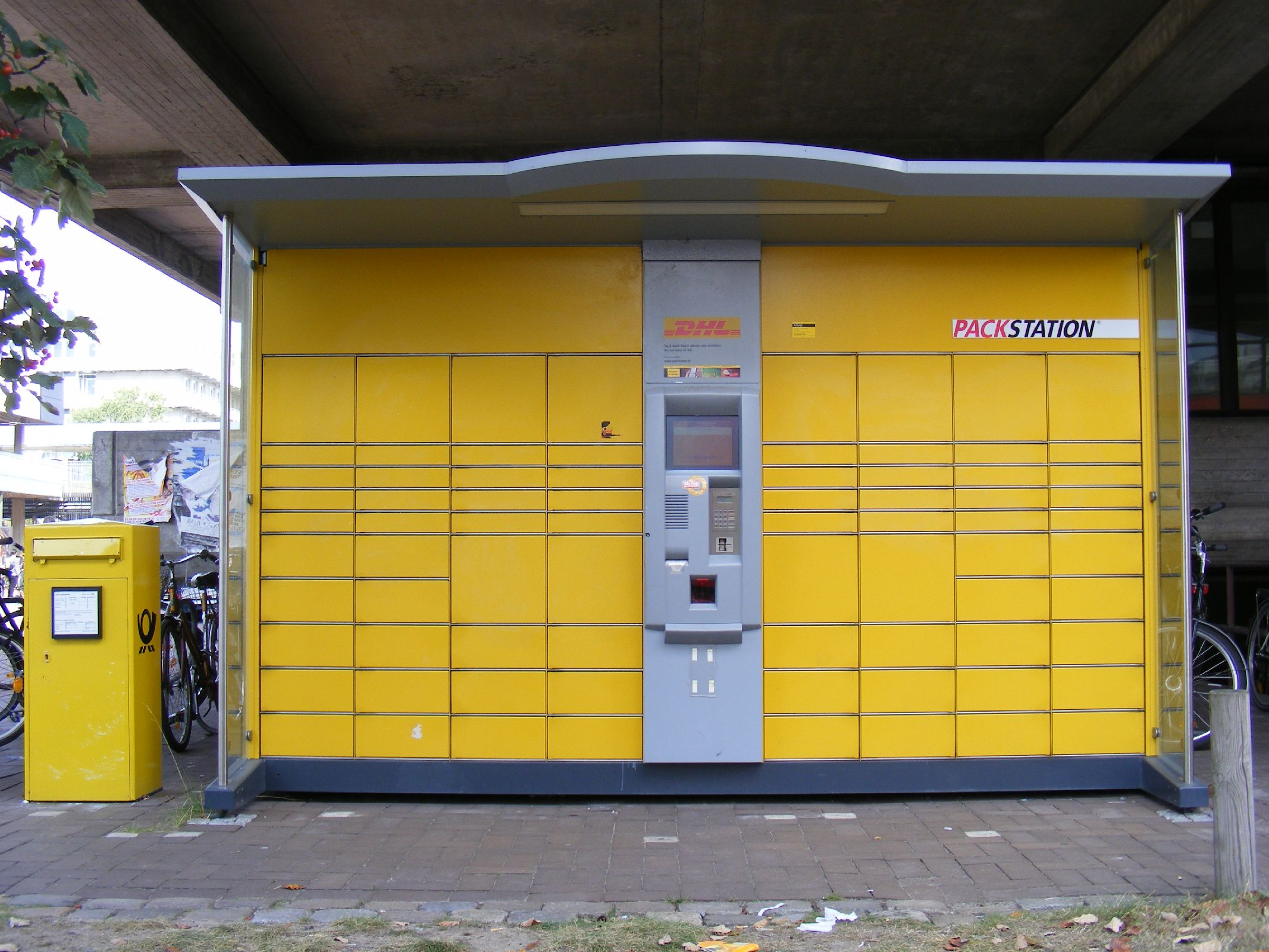
Поштомат, Німеччина.

Поштомат або автоматизована поштова станція (нім. paketautomat) — електронний програмно-технічний комплекс з великою кількістю комірок, термінал самообслуговування, що призначений для автоматичних операцій прийому і видачі посилок: кур'єр доставляє посилку до поштомату, а отримувач її забирає у зручний для себе час. Поштомат виконує три основні функції: приймає посилку, короткостроково зберігає посилку, видає посилку. Також поштомат приймає гроші за посилку. Поштомати вперше з'явилися у Німеччині у 2001 році. В Україні поштомати з'явились у 2014 році.

## Розвиток поштоматів в Україні
В Україні мережами поштоматів володіють компанії Нова Пошта, Meest Express, ROZETKA та Епіцентр К. 
У 2025 році Укрпошта планує запустити мережу поштоматів. Перші точки мають з'явитися в Києві та Одесі. 
Станом на 2020 рік Нова Пошта запустила 1600 поштоматів.
Нова Пошта розміщує поштомати також в під'їздах будинків чи поряд з будинком за запитом від користувачів

## Світлини поштоматів

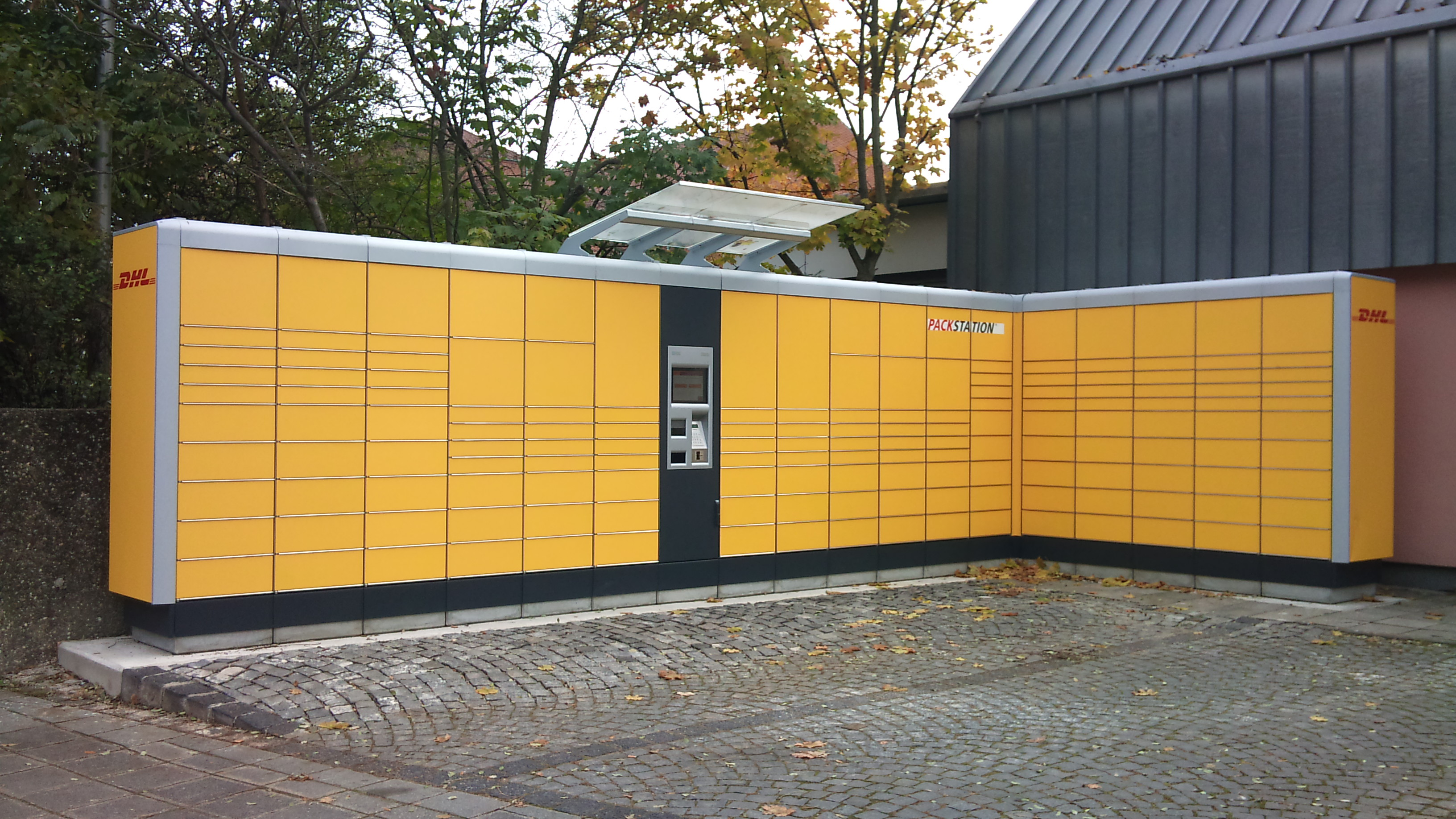
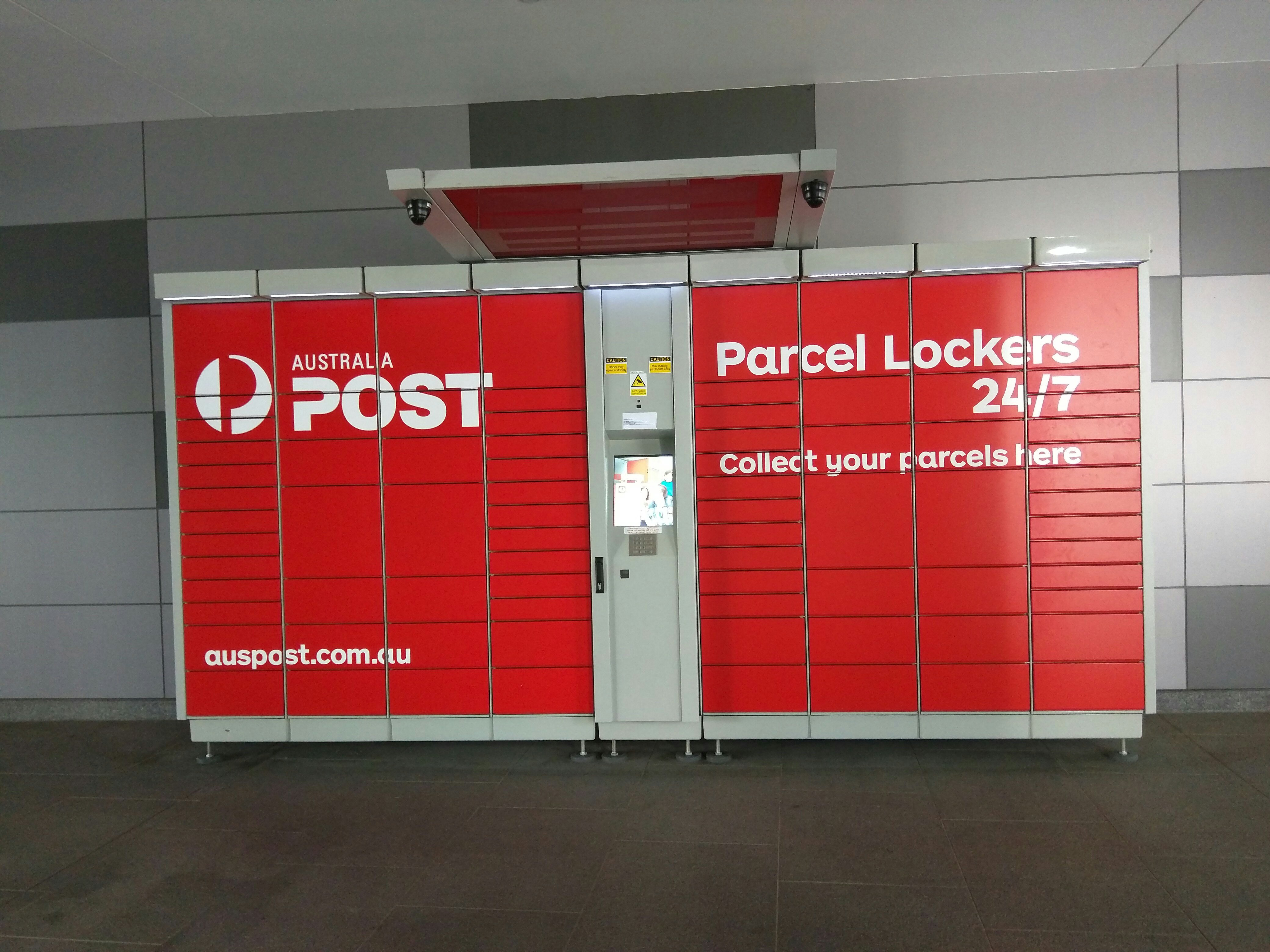
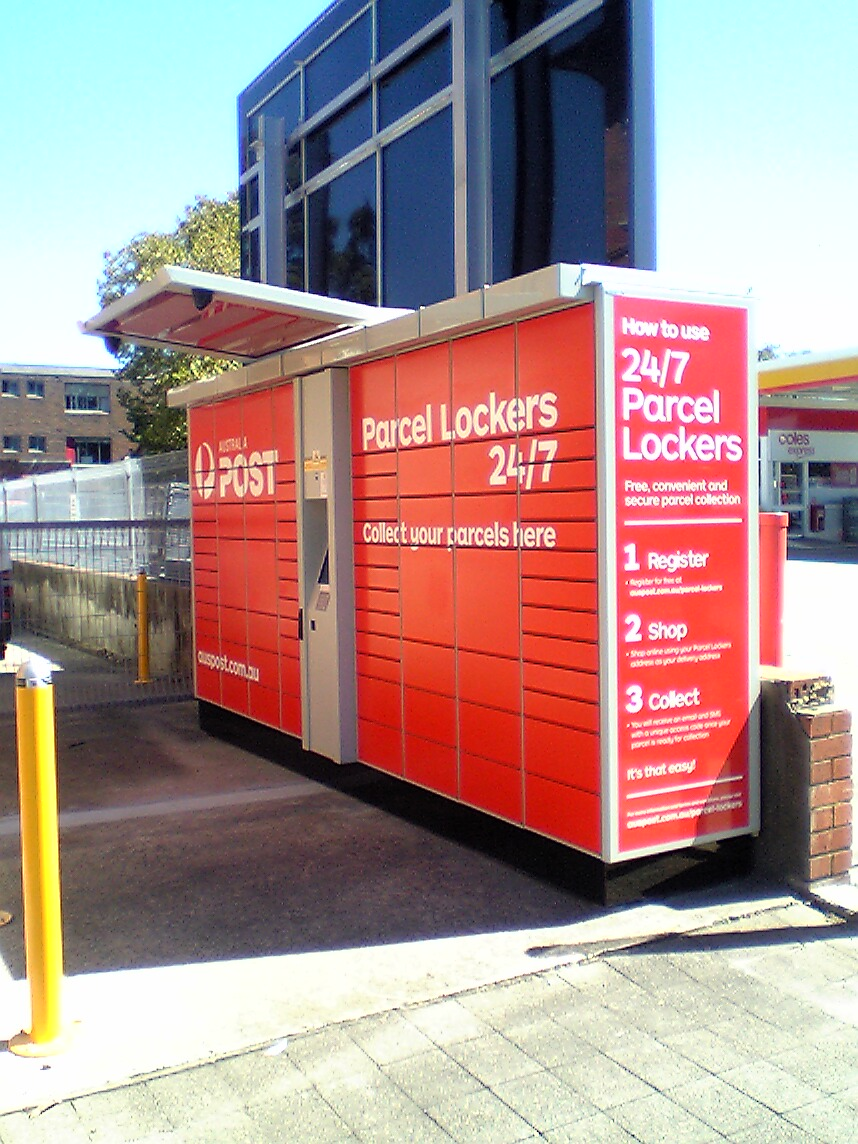
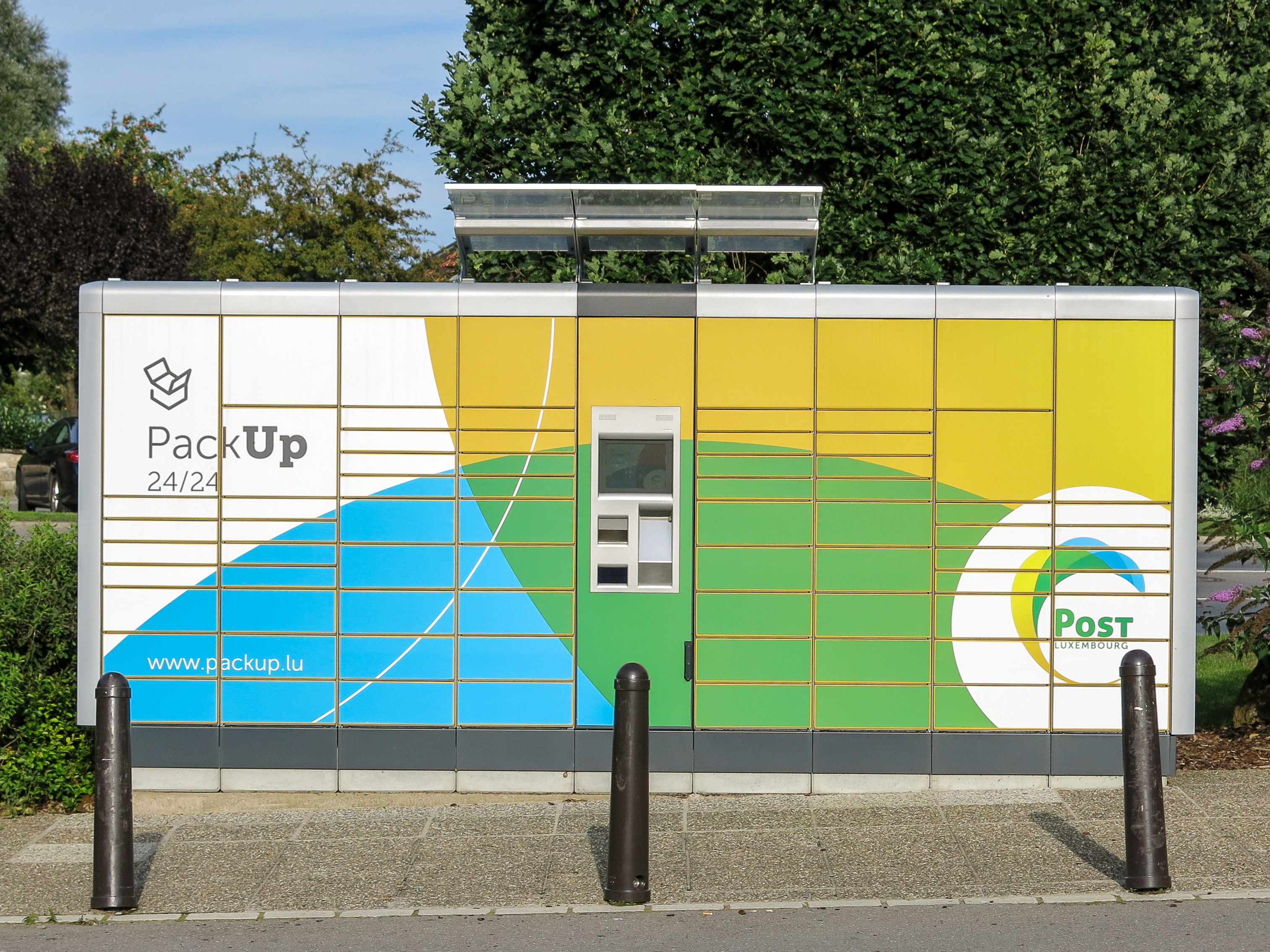
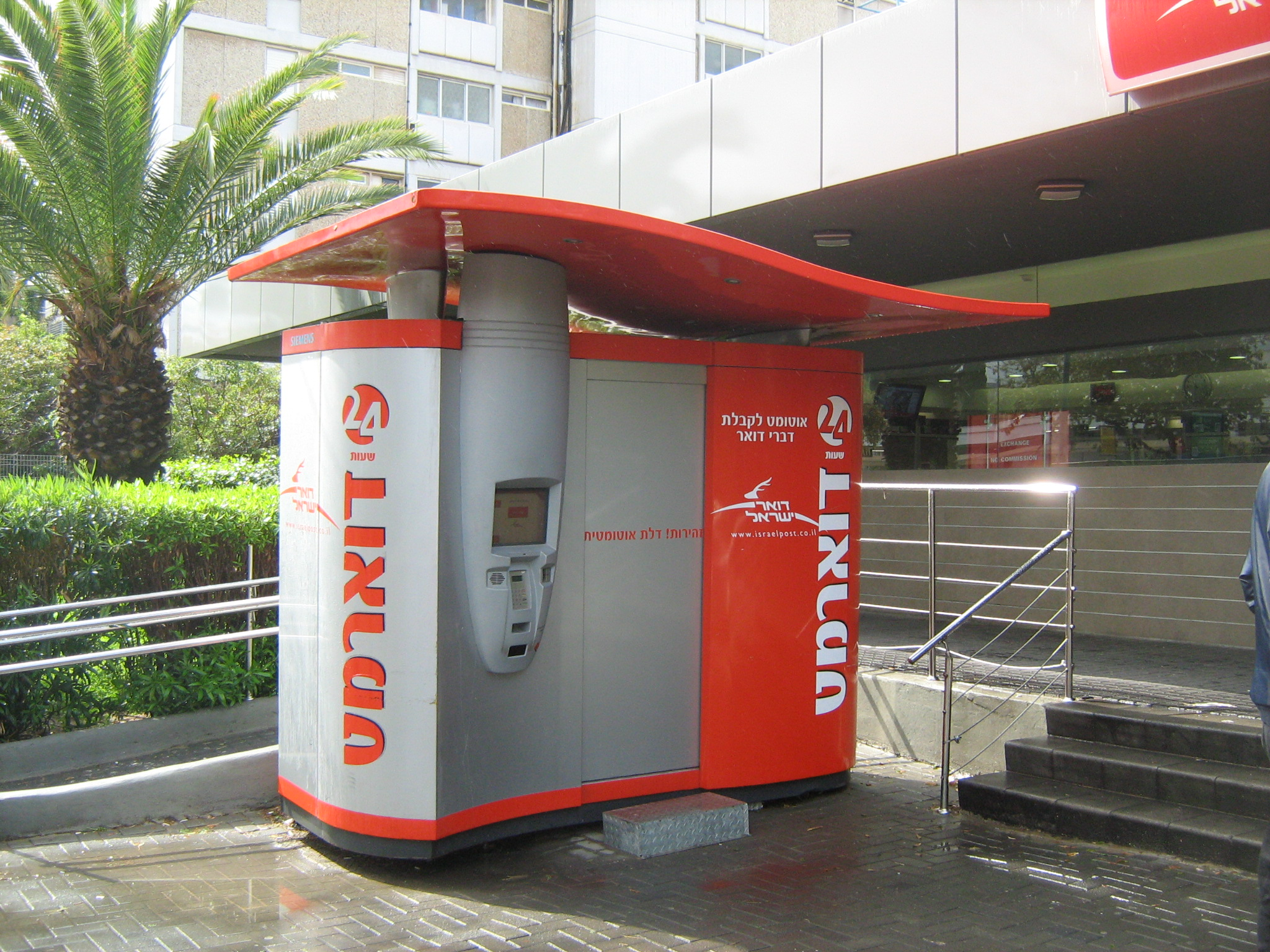
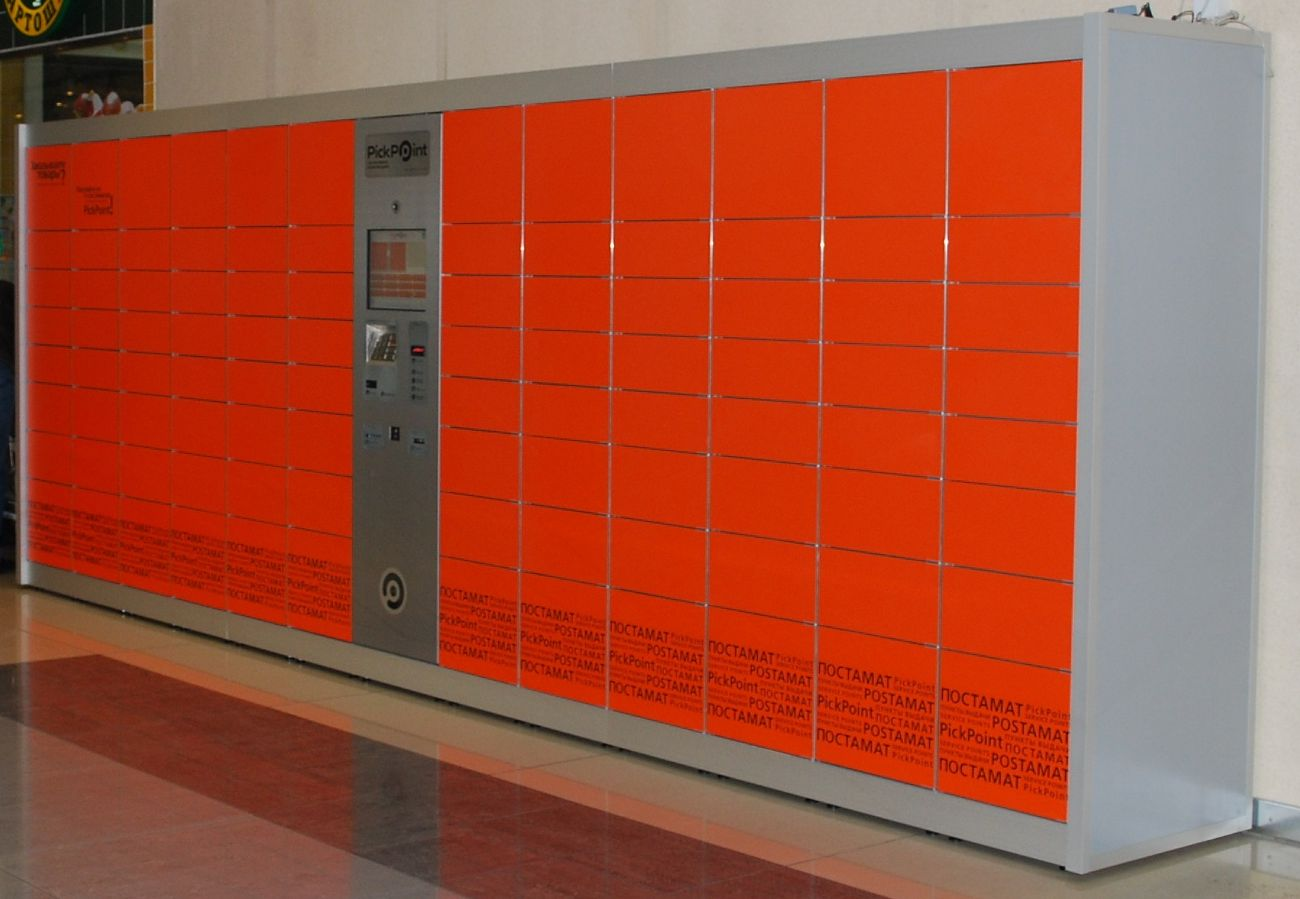
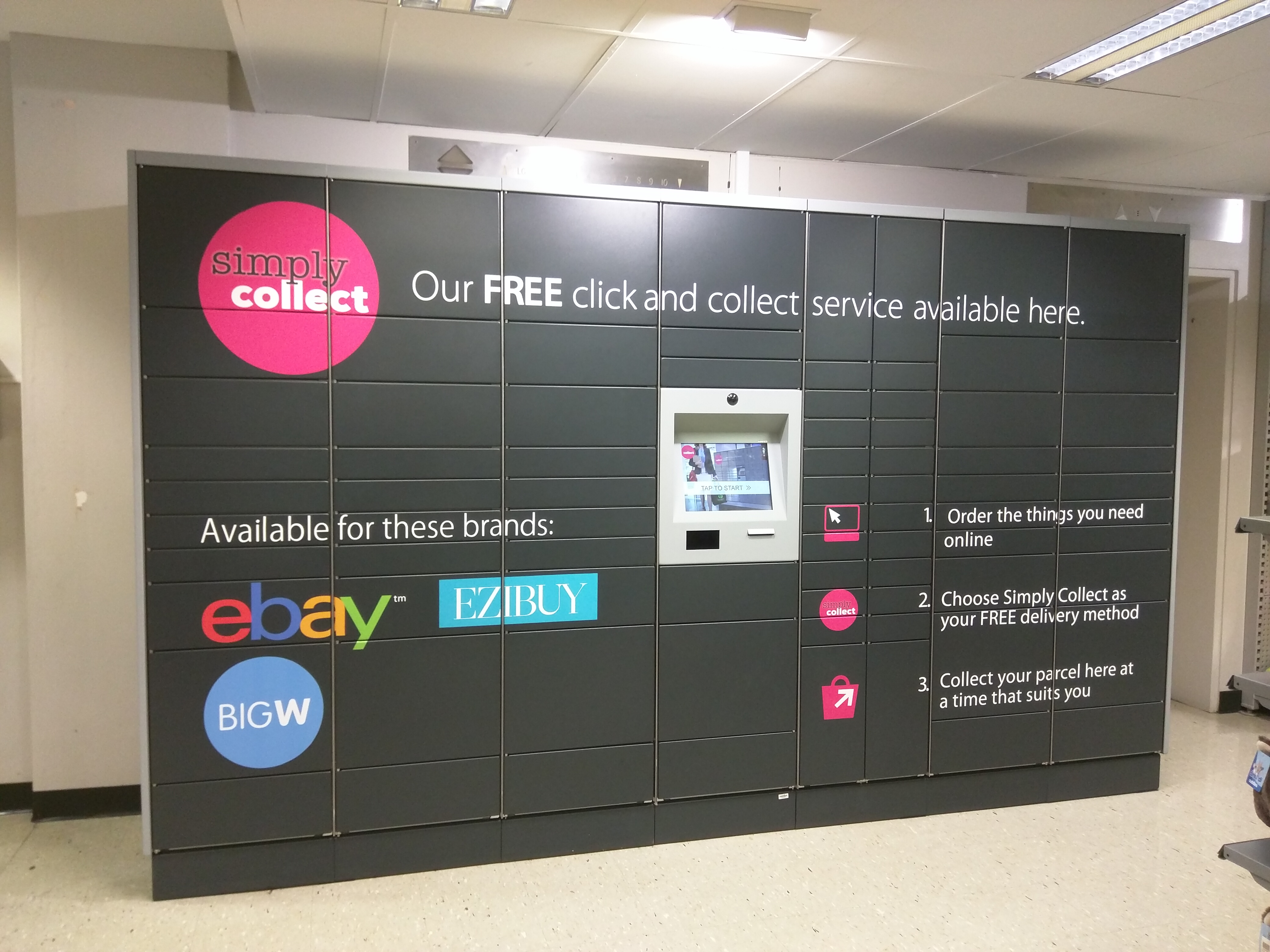
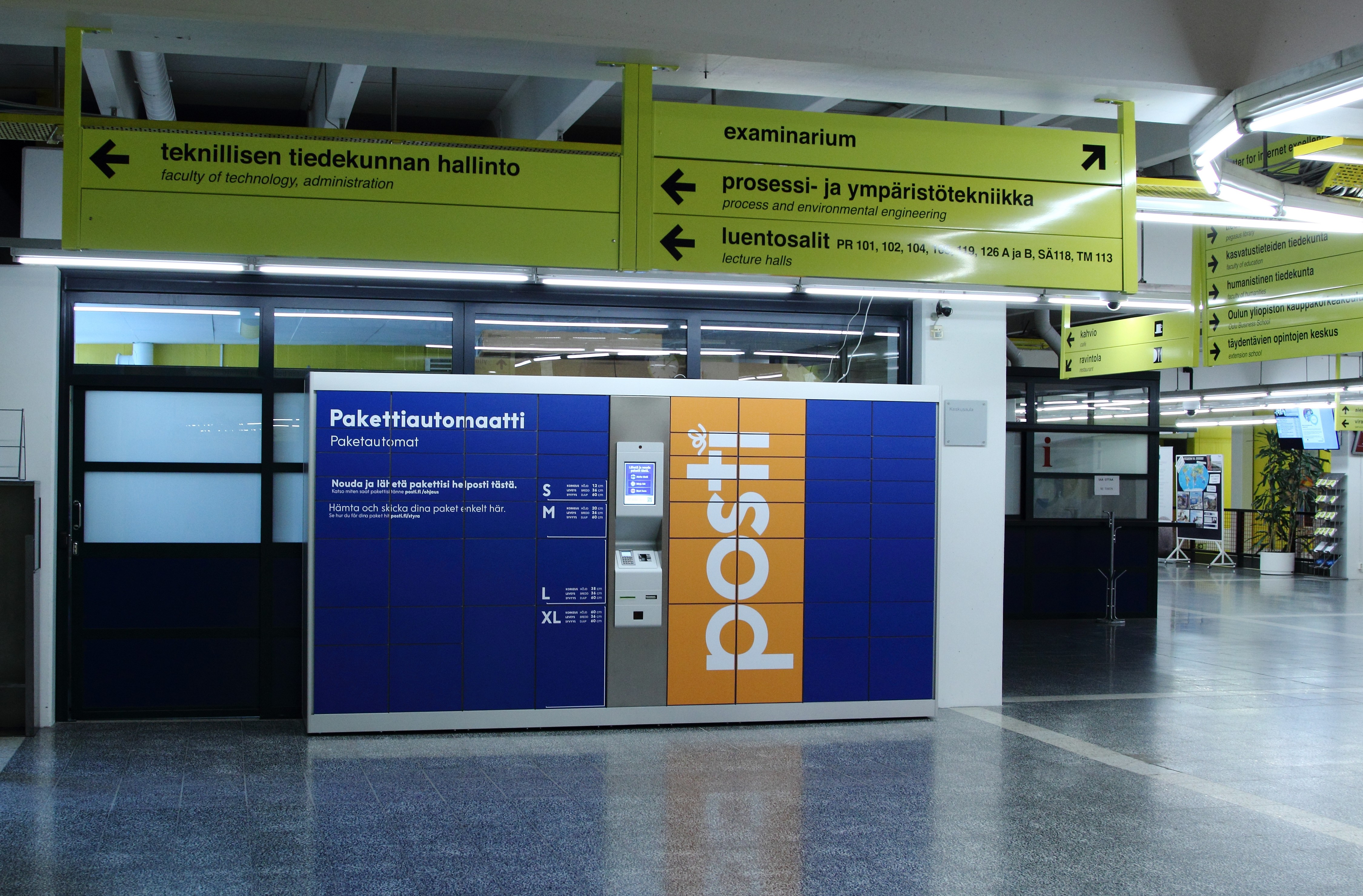
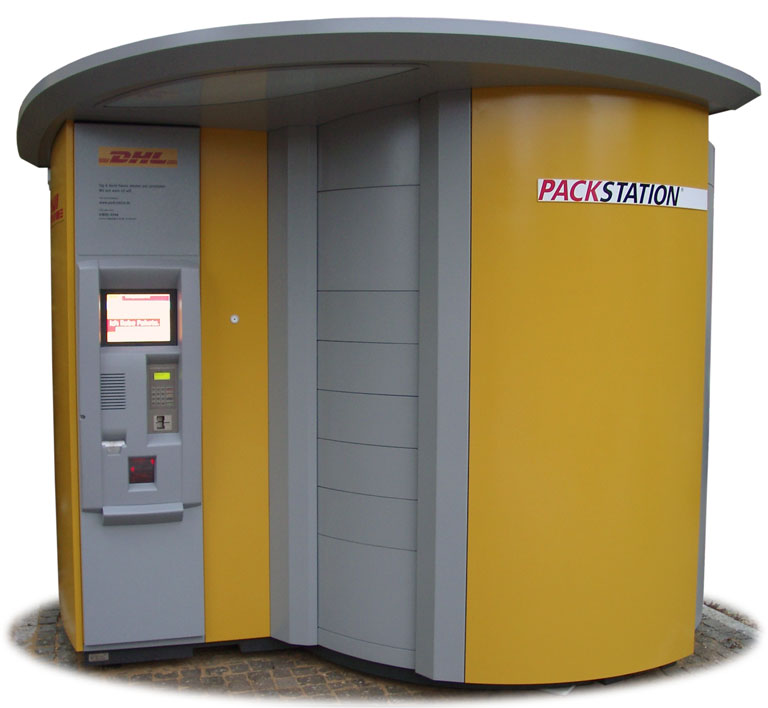
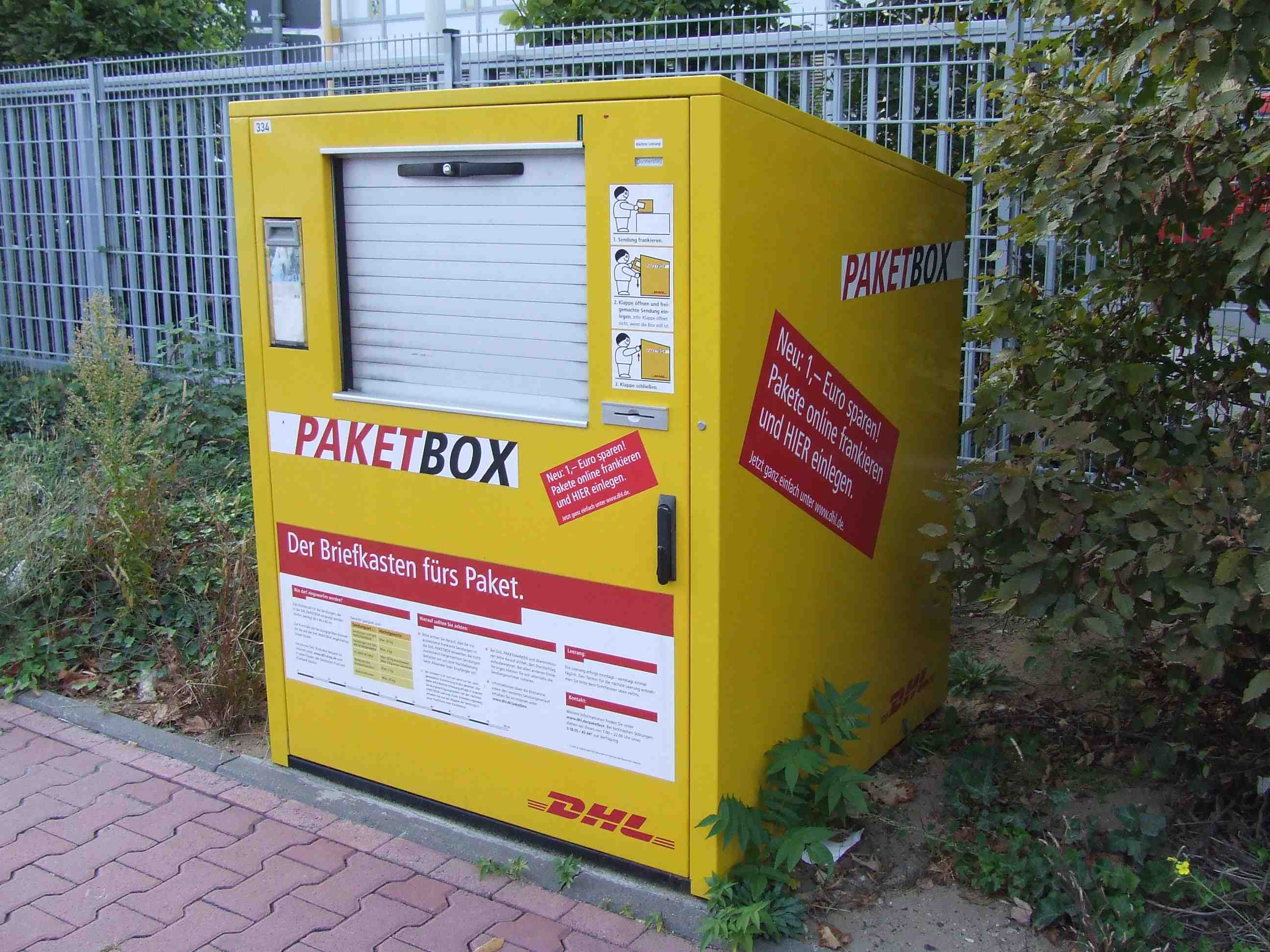
Посилковий поштомат німецької "DHL"
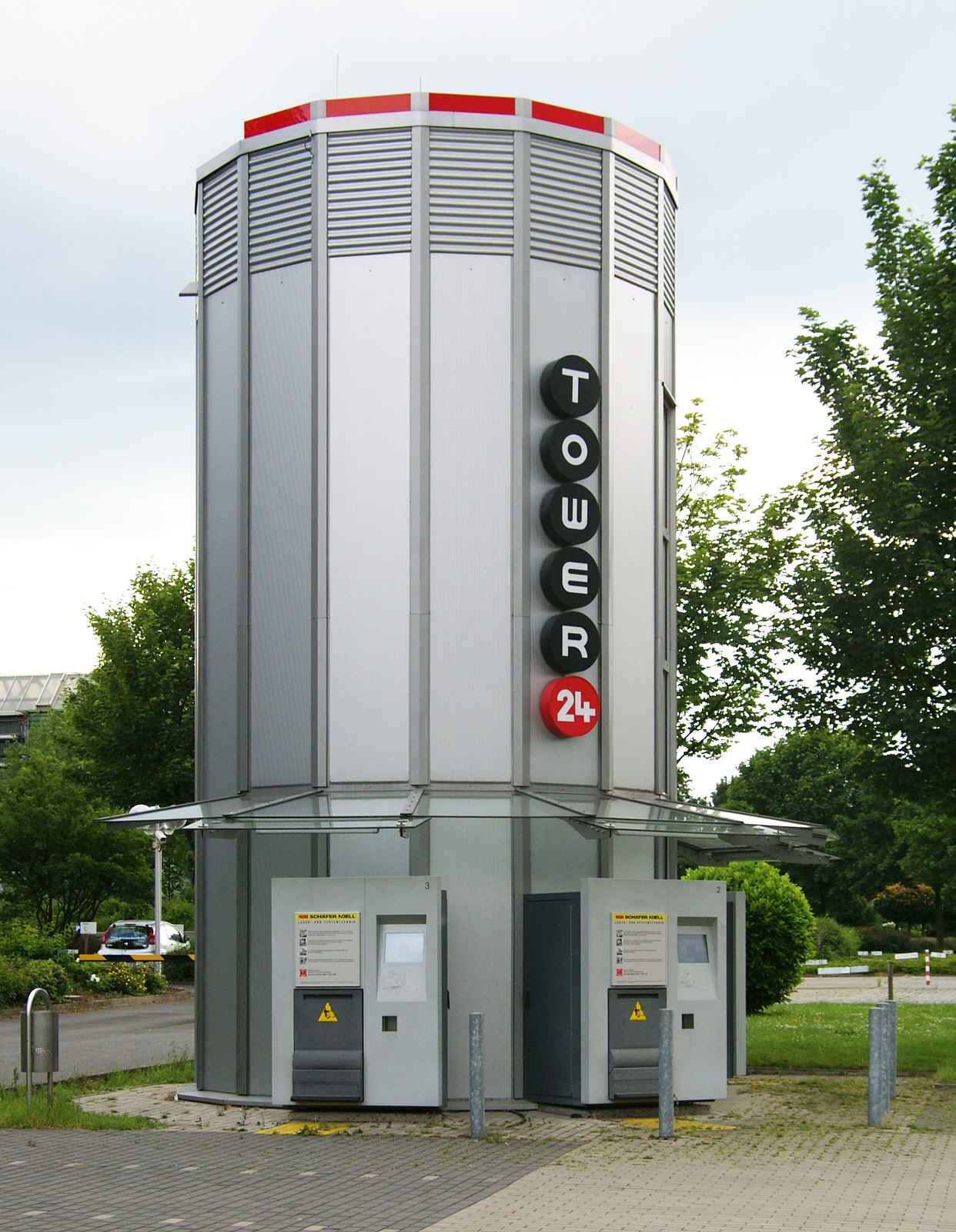
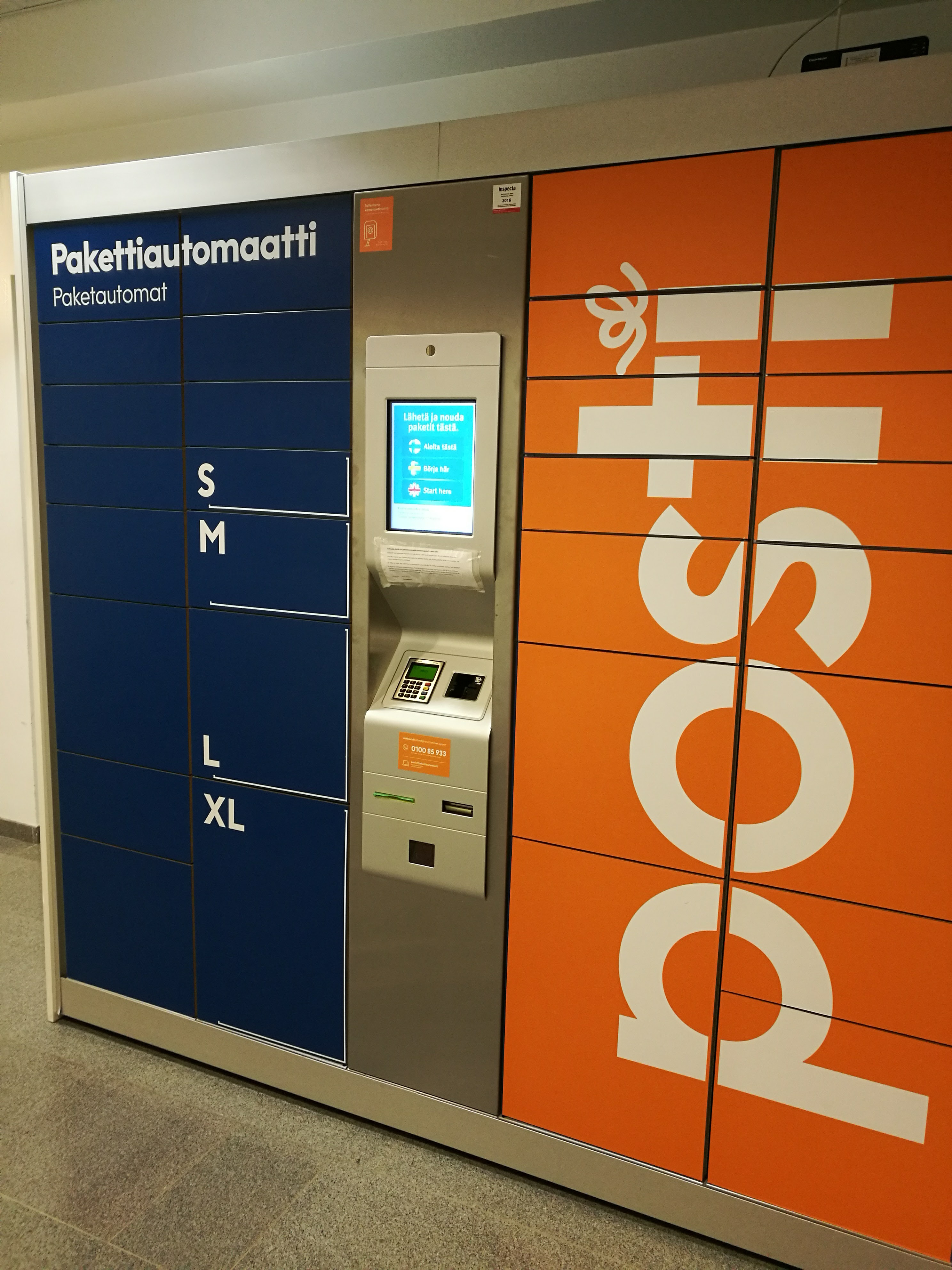
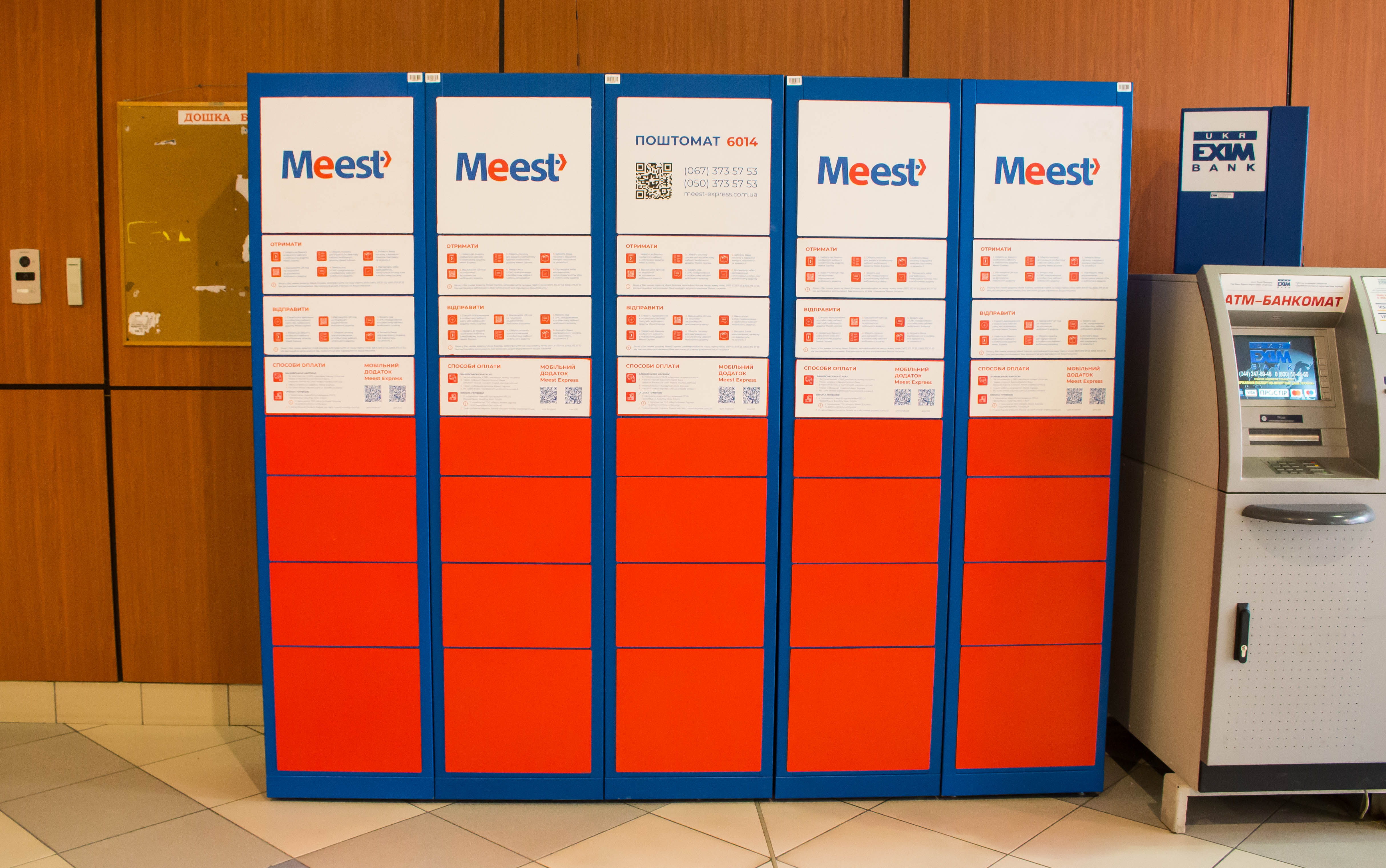
Поштомат української "Meest"